# Gliadine

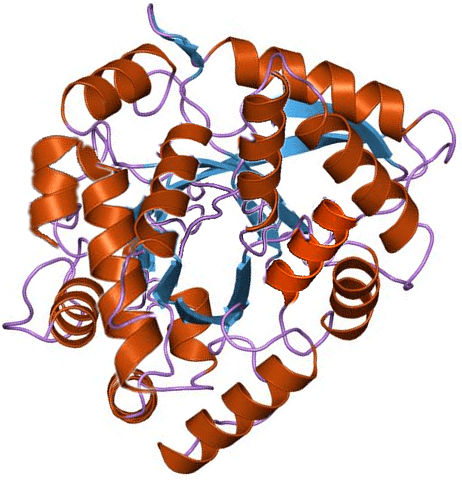
Une gliadine.

Les gliadines sont des prolamines, elles forment un ensemble de protéines présentes dans le blé et plusieurs autres céréales du genre Triticum. Essentiellement monomériques, elles font partie du gluten, fraction insoluble de la farine de blé, qui permet au pain de lever. Elles sont responsables de la maladie cœliaque chez les individus génétiquement prédisposés.
Pourcentage de gliadine dans le gluten (gliadine et gluténine) de différentes céréales :
- Froment : 67 % de gliadine[2]
- Épeautre : 78 % de gliadine[2]

Les gliadines sont les protéines du gluten les plus polymorphes dont le poids moléculaire varie entre 30 et 80 kDa.

## Types de gliadines
Premièrement, elles ont été classées en quatre groupes en fonction de leur mobilité sur gel d'électrophorèse à pH faible (α-, β-, γ- et ω-gliadines par ordre de mobilité décroissante), cependant d'autres études menées sur les séquences des acides aminés ont montré que la mobilité électrophorétique ne reflète pas toujours les relations protéiques et que les gliadines α  et β se trouvent dans un seul groupe (type α/β)